# دراکولای پدر و پسر
دراکولای پدر و پسر (فرانسوی: Dracula père et fils‎) فیلمی فرانسوی در سبک کمدی ترسناک، ترسناک، و نقیضه به کارگردانی ادوارد مولینارو است که در سال ۱۹۷۶ منتشر شد. از بازیگران آن می‌توان به کریستوفر لی، ژرار ژونیو، دومینیک زاردی، و ریموند بوسیر اشاره کرد.